# David Freeman-Mitford (2e baron Redesdale)
 (juillet 2022).
Le contenu est difficilement compréhensible vu les erreurs de traduction, qui sont peut-être dues à l'utilisation d'un logiciel de traduction automatique.
David Bertram Ogilvy Freeman-Mitford (13 mars 1878 - 17 mars 1958), est un propriétaire foncier britannique et est le père des sœurs de Mitford, dans les romans et mémoires desquelles il est représenté.

## Jeunesse
L'excentricité légendaire de Mitford est évidente dès son plus jeune âge. Enfant, il est sujet à des accès de rage soudains. Il est totalement indifférent à la lecture ou à l'éducation, ne souhaitant que passer son temps à faire du cheval. Plus tard, il aime se vanter d'avoir lu un seul livre dans sa vie, le roman de Jack London Croc-Blanc, au motif qu'il l'a tellement apprécié qu'il s'est juré de ne jamais en lire un autre, bien qu'en fait il ait lu la plupart des livres de ses filles.
Son manque d'aptitude académique fait qu'il n'est pas envoyé au Collège d'Eton avec son frère aîné, mais plutôt à Radley College, avec l'intention d'entrer dans l'armée. Cependant, il échoue à l'examen d'entrée à Sandhurst et est envoyé à Ceylan pour travailler pour un planteur de thé.

### Ascendance
Lord Redesdale est le deuxième fils d'Algernon Freeman-Mitford (1er baron Redesdale) et de Lady Clementine Gertrude Helen Ogilvy. Les Mitford sont une famille d'aristocrates terriens du Northumberland, datant du XIVe siècle; L'arrière-arrière-grand-père de Redesdale est l'historien William Mitford (en). Son père, Bertram, appelé Bertie, est un diplomate, homme politique et auteur, avec de grands domaines hérités dans le Gloucestershire et l'Oxfordshire ainsi que dans le Northumberland. Il est élevé à la pairie en 1902, et son fils est alors connu sous le nom de David Freeman-Mitford, bien que le nom de famille Mitford soit plus couramment utilisé.

## Carrière
Au début de 1900, il revient de Ceylan en Angleterre et, le 23 mai 1900, il rejoint les Northumberland Fusiliers en tant que sous-lieutenant. Son bataillon sert dans la seconde guerre des Boers en Afrique du Sud, où Mitford participe aux combats, dans lesquels il est blessé trois fois, perdant un poumon. Il est brièvement fait prisonnier par les Boers en juin 1900 mais s'échappe. En mai 1901, il est nommé aide de camp de Lord Methuen, commandant en chef pendant la guerre, et le 10 août 1901, il est promu lieutenant. Il est détaché pour servir avec la 40e compagnie (Oxfordshire) de l'Imperial Yeomanry, et revient au Royaume-Uni en avril 1902. Après son retour, il devient lieutenant régulier dans son régiment en juillet 1902, mais quitte l'armée trois mois plus tard, en octobre 1902.
Pendant un certain temps, son beau-père l'emploie comme directeur du magazine The Lady, mais il ne montre aucun intérêt ni talent pour cela. Les Mitford se rendent régulièrement au Canada, où il possède une concession aurifère près de Swastika, en Ontario : aucun or n'y a jamais été trouvé, mais il aime la vie en plein air. Sa fille Unity Mitford déclare qu'elle a été conçue à Swastika et partage ce fait avec Hitler en devenant l'une de ses confidentes britanniques. Le voisin de Redesdale, Harry Oakes (en), trouve de l'or à proximité en 1912 et devient un riche propriétaire terrien et un ami du duc de Windsor aux Bermudes, où il est victime d'un meurtre.
Au déclenchement de la Première Guerre mondiale en 1914, il rejoint immédiatement les Northumberland Fusiliers. Il est nommé lieutenant et sert comme officier de la logistique en Flandre, gagnant une mention dans les dépêches pour sa bravoure à la deuxième bataille d'Ypres (bien qu'il n'y ait pas de trace disponible de cela) où son frère aîné Clément est tué. Avec un seul poumon et désormais capitaine, il quitte le service actif en 1916. Après la mort de son père en août 1916, étant maintenant Lord Redesdale, il est brièvement nommé grand prévôt pour l'Oxfordshire, chargé d'assurer l'enrôlement de nouvelles recrues. En 1918-1919, il sert comme officier au sol dans la Royal Air Force.

### Lord Redesdale
En tant que lord Redesdale, il garde souvent le silence à la Chambre des lords, mais rejoint le Comité spécial de la Chambre des lords sur les pairs en suspens en 1925.
Bien que Redesdale soit maintenant un grand propriétaire foncier, il n'est pas un homme riche: les domaines sont peu développés et les loyers sont bas. Avec sept enfants à nourrir et cinq domestiques à payer, il ne peut pas supporter les dépenses de sa grande maison à Batsford dans les Cotswolds. Il achète et agrandit Asthall Manor, puis déménage à proximité de Swinbrook. Il s'y adonne à sa passion pour la construction en construisant une nouvelle grande maison, nommée d'après le village, qui apparaît comme la maison familiale dans les livres de ses filles Nancy et Jessica. Les frais de ces déménagements ont failli ruiner Redesdale, qui est un piètre gestionnaire. Ceci, ajouté à sa déception croissante que ses derniers enfants soient des filles, conduit à la détérioration de son tempérament qui devient légendaire à travers les représentations de ses filles de ses rages fréquentes et terribles.

### Opinions politiques et fractures familiales
Il assiste consciencieusement aux séances de la chambre des Lords, bien qu'il ne s'intéresse pas vraiment à la politique des partis ou à la législation, sauf pour s'opposer à presque tout changement. Dans les années 1930, cependant, lui et sa femme développent une forte sympathie pour le fascisme, et Redesdale est connu pour ses opinions d'extrême droite. Sa fille Diana, elle-même fasciste passionnée et, à partir de 1936, épouse du leader fasciste britannique Oswald Mosley, le décrit comme "l'un des fascistes de la nature", mais il semble qu'il n'ait jamais rejoint aucun parti fasciste. En conséquence, il est définitivement séparé de sa fille Jessica, qui est communiste depuis son adolescence, et en partie séparé de sa fille aînée Nancy, qui est antifasciste mais pas aussi de gauche que Jessica.
Le père de sa femme Sydney, Thomas Gibson Bowles a été l'un des plus fervents partisans parlementaires de la Royal Navy lorsqu'il était député; et son oncle maternel William Evans-Gordon (en) est un officier de l'Armée indienne britannique à la retraite qui est opposé à l'immigration incontrôlée en Grande-Bretagne, est allié à la British Brothers League et aide à promulguer la loi sur les étrangers de 1905.
Redesdale est un xénophobe instinctif; il revient de la Première Guerre mondiale avec une aversion pour les Français et une haine profonde pour les Allemands. Il est largement cité comme disant: "A l'étranger, c'est sanglant". Comme l'oncle Matthew, qui est modelé sur Redesdale,  dans le roman de sa fille Nancy La Poursuite de l'amour : "Les grenouilles sont légèrement meilleures que les Huns ou les Wops, mais l'étranger est incontestablement sanglant et les étrangers sont des démons". Il est d'abord méprisant pour l'enthousiasme manifesté par ses filles Diana et Unity pour l'Allemagne nazie et Adolf Hitler : Hitler est, après tout, un Hun. En novembre 1938, cependant, les Redesdales accompagnent leurs filles en Allemagne, où ils assistent au congrès de Nuremberg et rencontrent Hitler, que Unity et Diana connaissent déjà. Les deux Redesdales sont immédiatement conquis par le charme superficiel d'Hitler et ses déclarations d'anglophilie. Redesdale parle plus tard à la Chambre des Lords en faveur de l'Anschluss et du retour des colonies allemandes et devient un fervent partisan de la politique d'apaisement de Neville Chamberlain envers l'Allemagne. Lady Redesdale est allée plus loin, en écrivant des articles à la louange d'Hitler et en faveur du national-socialisme.
Le déclenchement de la Seconde Guerre mondiale en 1939 précipite une série de crises dans la famille Mitford. Redesdale est avant tout un patriote, et dès que la guerre est déclarée, il rétracte son soutien à Hitler et redevient violemment anti-allemand. Lady Redesdale reste fidèle à ses sympathies nazies et, par conséquent, le couple se sépare en 1943. Unity, qui est amoureuse d'Hitler, tente de se suicider à Munich le jour où la guerre est déclarée et subit de graves lésions cérébrales. Elle est ramenée à la maison invalide et Lady Redesdale s'est occupée d'elle jusqu'à sa mort en 1948. Diana et Oswald Mosley sont internés en 1940 pour des raisons de sécurité et passent trois ans en prison. Le mari de Jessica, Esmond Romilly (en), est tué au combat en 1941, approfondissant son amertume envers la «branche fasciste» de la famille - elle n'a plus jamais parlé à son père, ni à Diana jusqu'en 1973, bien qu'elle se soit réconciliée avec sa mère dans les années 1950.

## Vie privée
En février 1904, il épouse Sydney Bowles (1880-1963), qu'il a rencontré pour la première fois dix ans auparavant, alors qu'il avait 16 ans et qu'elle en avait 14. Elle est la fille de Thomas Gibson Bowles, journaliste et député conservateur, qui a fondé en 1863 le magazine Vanity Fair et quelques années plus tard le magazine féminin The Lady.
Le couple a un fils et six filles, qui utilisent tous le nom de famille Mitford plutôt que Freeman-Mitford. Sur l'Acte de naissance de Nancy, les filles sont connues collectivement sous le nom de sœurs Mitford :
- Nancy Mitford (1904-1973), qui épouse Peter Rodd, soldat, travailleur humanitaire, cinéaste et fils du 1er baron Rennell, en 1933. Ils divorcent en 1957.
- Pamela Mitford (1907–1994), qui épouse Derek Jackson, physicien et fils de Sir Charles James Jackson (en).
- Major Thomas David Mitford (1909-1945), tué au combat
- Diana Mitford (1910–2003), qui épouse Bryan Guinness (2e baron Moyne) en 1929. Ils divorcent en 1933 et elle épouse ensuite Oswald Mosley en 1936.
- Unity Mitford (1914-1948)
- Jessica Mitford (1917–1996), qui épouse Esmond Romilly (en), un antifasciste, en 1937. Après sa mort en 1941, elle épouse Robert Treuhaft, un avocat américain, en 1943.
- Deborah Mitford (1920–2014), qui épouse Andrew Cavendish (11e duc de Devonshire), le fils cadet et l'héritier d'Edward Cavendish (10e duc de Devonshire), en 1941.

En 1945, Tom Mitford est tué au combat en Birmanie, un coup dont Lord Redesdale, déjà déprimé par la rupture de son mariage, ne s'est jamais remis. Selon le biographe de Nancy Mitford: «Bien qu'elle [Nancy] ait été profondément affligée par sa mort, cela ne signifiait pas pour elle, comme pour ses parents, que tout plaisir de la vie était terminé». Redesdale se retire à Inch Kenneth, une île des Hébrides intérieures au large de la côte ouest de l'Écosse, qu'il a achetée en 1938. Plus tard, il déménage à Redesdale dans le Northumberland, la propriété ancestrale de sa famille. Il y vit en reclus virtuel. En 1950, quand Nancy lui rend visite, il est «fragile et vieux». Il y meurt en 1958 et est enterré dans le cimetière de l'église St Mary à Swinbrook dans l'Oxfordshire, où trois de ses filles (Nancy, Diana et Unity) sont également enterrées. Son titre est passé à son frère Bertram Freeman-Mitford, 3e baron Redesdale.

## Dans la fiction comme "Oncle Matthew"
Redesdale est le modèle de Oncle Matthew, Lord Alconleigh of Alconleigh, dans les romans de Nancy The Pursuit of Love (1945) et Love in a Cold Climate (1949) . Dans un passage typique du premier : « Dès que le petit-déjeuner était terminé, il se mettait à arpenter la salle en hurlant aux chiens : « Viens ici, souffle-toi! Enlève ce manteau! Donner un coup. « Arrêtez ce bruit, explosez-vous ! - crier pour son chargeur [pistolet], condamner et exploser quiconque assez téméraire pour croiser son chemin ». Il garderait ses limiers en pratique en leur faisant suivre ses enfants. L'oncle Matthew gardait également un outil de retranchement du temps de guerre sur une cheminée qui contenait encore les cheveux et le cerveau d'un ennemi. Néanmoins, les récits des deux filles montrent clairement qu'entre les rages, Redesdale était un père indulgent qui aimait monter et chasser avec ses enfants.
L'oncle Matthew est joué par Michael Aldridge dans la série 1980 de Thames Television Love in a Cold Climate. Dans une production de la BBC en 2001, il est joué par Alan Bates.